# Spanskgrøn bredblad
Spanskgrøn Bredblad  (Stropharia aeruginosa) er en svamp i Bredblad-familien i Bladhat-ordenen. Den er almindelig i Danmark, hvor den især træffes i granskove fra august til november. Den regnes for spiselig, men er ikke eftertragtet.

## Kendetegn
Stropharia aeruginosa er en meget spektakulær tyrkisfarvet, skællet, sortsporet bladhat med en ret tydelig stokring, mørke lameller med en tydelig hvid kant og normalt ingen markant lugt. Spanskgrøn Bredblad kan med alderen blive næsten okkerfarvet. Hatten er 3-8 cm bred, knolden er stump og krum, senere udvidet flad. I tørt vejr er hattens overflade klæbrig og fedtet, i fugtigt vejr slimet. Lamellerne er gråsorte med et violet skær. Stokken har en længde på 4-8 cm og en tykkelse af 0,4-1 cm. Stokken er under ringen stærkt skællet med hvidlige udstående skæl.

## Voksested
Spanskgrøn bredblad findes på humusrig, sur bund i løv- og nåleskove, gerne langs vejkanter mv. Den kan også vokse på træflis i haver mv. Den er almindelig i hele landet. Spanskgrøn bredblad er vidt udbredt i Europa og Nordamerika.

## Galleri
- Spanskgrøn Bredblad